# La Belle Affaire (film, 2024)
Pour l’article homonyme, voir La Belle Affaire.
Pour plus de détails, voir Fiche technique et Distribution.
La Belle Affaire (Zwei zu eins) est une comédie policière allemande réalisée et écrite par Natja Brunckhorst et sortie en 2024.

## Synopsis
Robert, Volker et Maren sont les meilleurs amis du monde depuis leur enfance et vivent à Halberstadt, en RDA. Lorsqu'un jour de juillet 1990, ils découvrent par hasard que des millions de marks est-allemands ont été stockés dans un vieux puits près de chez eux, ils décident de voler l'argent et de le convertir petit à petit en marks ouest-allemands. Ils font sortir clandestinement des sacs à dos remplis d'argent et mettent au point, avec leurs amis et voisins, un système ingénieux d'échange de devises.

## Fiche technique
- Titre français : La Belle Affaire[1]
- Titre original allemand : Zwei zu eins[2]
- Réalisation : Natja Brunckhorst
- Scénario : Natja Brunckhorst
- Photographie : Martin Langer
- Montage : Ramin Sabeti
- Musique : Amaury Bernier, Hannah von Hübbenet
- Production : Susanne Mann
- Sociétés de production : Rohfilm Factory GmbH, Zischlermann Filmproduktion
- Pays de production :  Allemagne
- Langue originale : allemand
- Format : couleurs
- Genre : comédie policière
- Durée : 116 minutes
- Dates de sortie : 
  - Allemagne : 1er juillet 2024 (Filmfest München) ; 25 juillet 2024 (sortie nationale)
  - France : 28 août 2024

## Distribution
- Sandra Hüller : Maren
- Max Riemelt : Robert
- Ronald Zehrfeld : Volker
- Peter Kurth : Markowski
- Martin Brambach : Lunkewitz
- Tom Keune : Camarade ABV
- Ursula Werner : Käte
- Uwe Preuss : Kulitzka
- Kathrin Wehlisch : Janette
- Olli Dittrich : Représentant
- Natja Brunckhorst : Agent frontalier